# Victot-en-Auge
Victot-en-Auge ist eine französische Gemeinde mit 131 Einwohnern (Stand: 1. Januar 2022) im Département Calvados in der Region Normandie. Sie gehört zum Arrondissement Lisieux und ist Mitglied im Gemeindeverband Communauté de communes Normandie-Cabourg-Pays d’Auge.
Sie entstand mit Wirkung vom 1. Januar 2025 als Commune nouvelle durch Zusammenlegung der bis dahin selbstständigen Gemeinden Victot-Pontfol und Gerrots, die fortan den Status als Communes déléguées besitzen. Der Verwaltungssitz befindet sich in Victot-Pontfol.

## Gemeindegliederung

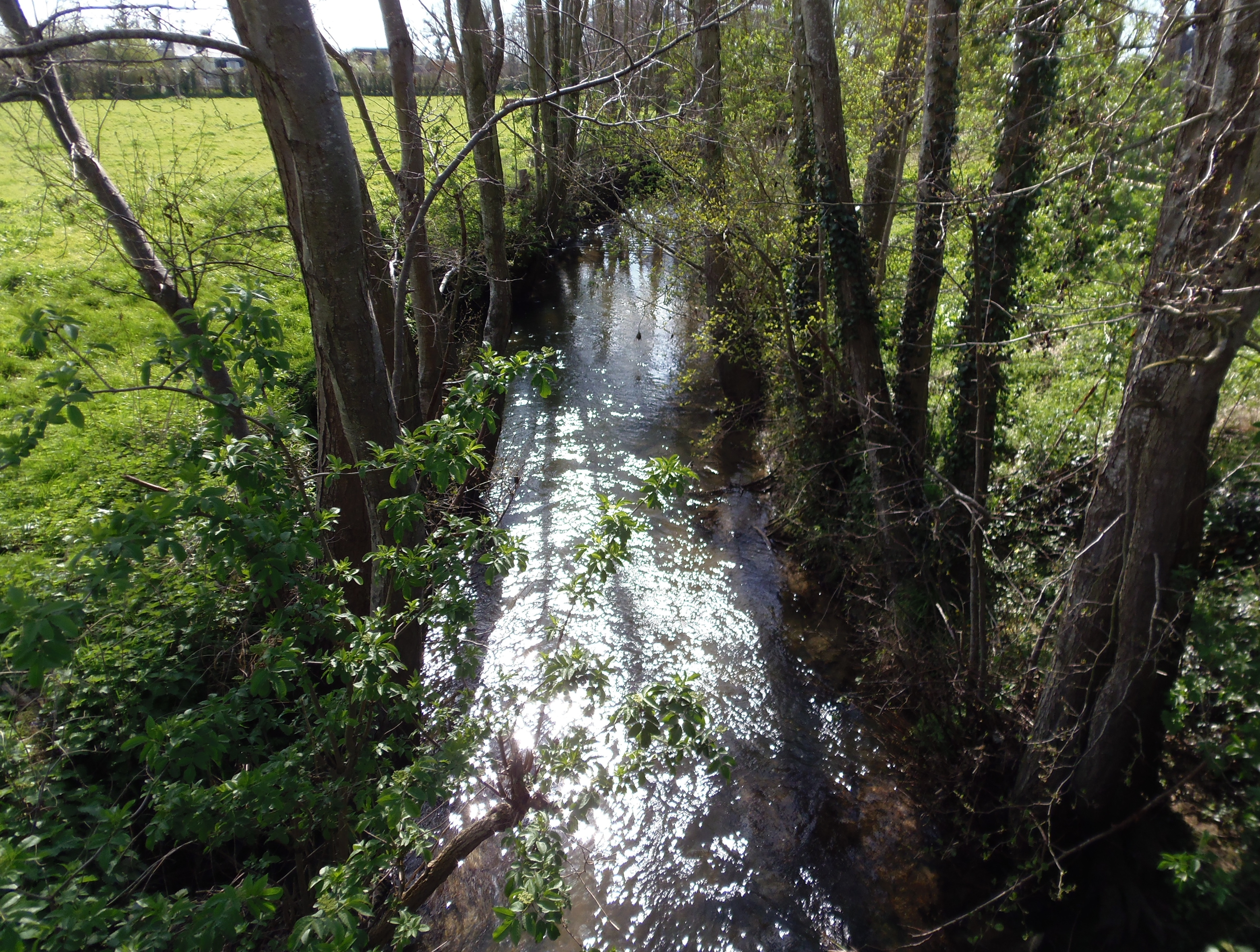
Die Dorette bei Victot-en-Auge

| Commune déléguée                 | Ehemaliger INSEE-Code | PLZ   | Fläche (km²) | Einwohnerzahl (2022) |
| -------------------------------- | --------------------- | ----- | ------------ | -------------------- |
| Victot-Pontfol (Verwaltungssitz) | 14743                 | 14430 | 10,66        | 80                   |
| Gerrots                          | 14300                 | 14430 | 03,48        | 51                   |

## Geografie
Victot-en-Auge liegt etwa 26 Kilometer östlich von Caen und etwa 18 Kilometer westlich von Lisieux in der Landschaft des Pays d’Auge. Die Dorette, ein Nebenfluss der Dives, durchquert das Gemeindegebiet von Südwest nach Nordost. Außerdem wird Gemeindegebiet vom Flüsschen Doigt und von verschiedenen kleineren Bächen und Gräben entwässert. Im Südwesten erstreckt sich ein ausgedehntes Sumpfgebiet. Das Zentrum liegt auf einer Höhe von etwa 10 m. Das Bodenrelief ist generell flach und steigt aber nach Osten hin markant auf 127 m an. Der tiefste Punkt wird beim Austritt der Dorette aus dem Gemeindegebiet im äußersten Südwesten gemessen.
Teile des Gebiets von Victot-en-Auge gehören zu den drei ZNIEFF-Naturzonen „Marais de la Dives et ses affluents“ (250008455), „Marais de la Dorette“ (250020009) und „La Dorette et ses affluents“ (250020085).
Nachbargemeinden von Victot-en-Auge sind Hotot-en-Auge im Westen, Beuvron-en-Auge im Nordwesten, Beaufour-Druval im Norden, Rumesnil im Nordosten, Cambremer im Südosten und Notre-Dame-d’Estrées-Corbon im Süden.

## Sehenswürdigkeiten
in Victot-Pontfol
- Schloss Victot, neu erbaut im 16. Jahrhundert mit Ursprüngen aus dem 13. Jahrhundert, seit 1927 in Teilen als Monument historique eingeschrieben, seit 1953 in weiteren Teilen klassifiziert (Fassaden und Dächer des Schlossgebäudes, Wassergräben), seit 2003 in restlichen Teilen eingeschrieben und heute in privatem Besitz
- Pfarrkirche Saint-Denis aus dem 19. Jahrhundert
- Kapelle Saint-Denis in der Nähe des Schlosses Victot, ehemalige Pfarrkirche aus dem 16. Jahrhundert

in Gerrots
- Kapelle Saint-Martin in Pontfol
- Kirche Saint-Martin aus dem 11. Jahrhundert, im 17. Jahrhundert umgestaltet
- Reste einer mittelalterlichen Erdhügelburg La Cour des Domaines im Weiler Les Petits Domaines, seit 1981 als Monument historique klassifiziert
- Herrenhaus Cour-Gasnel
- Herrenhaus Gerrots

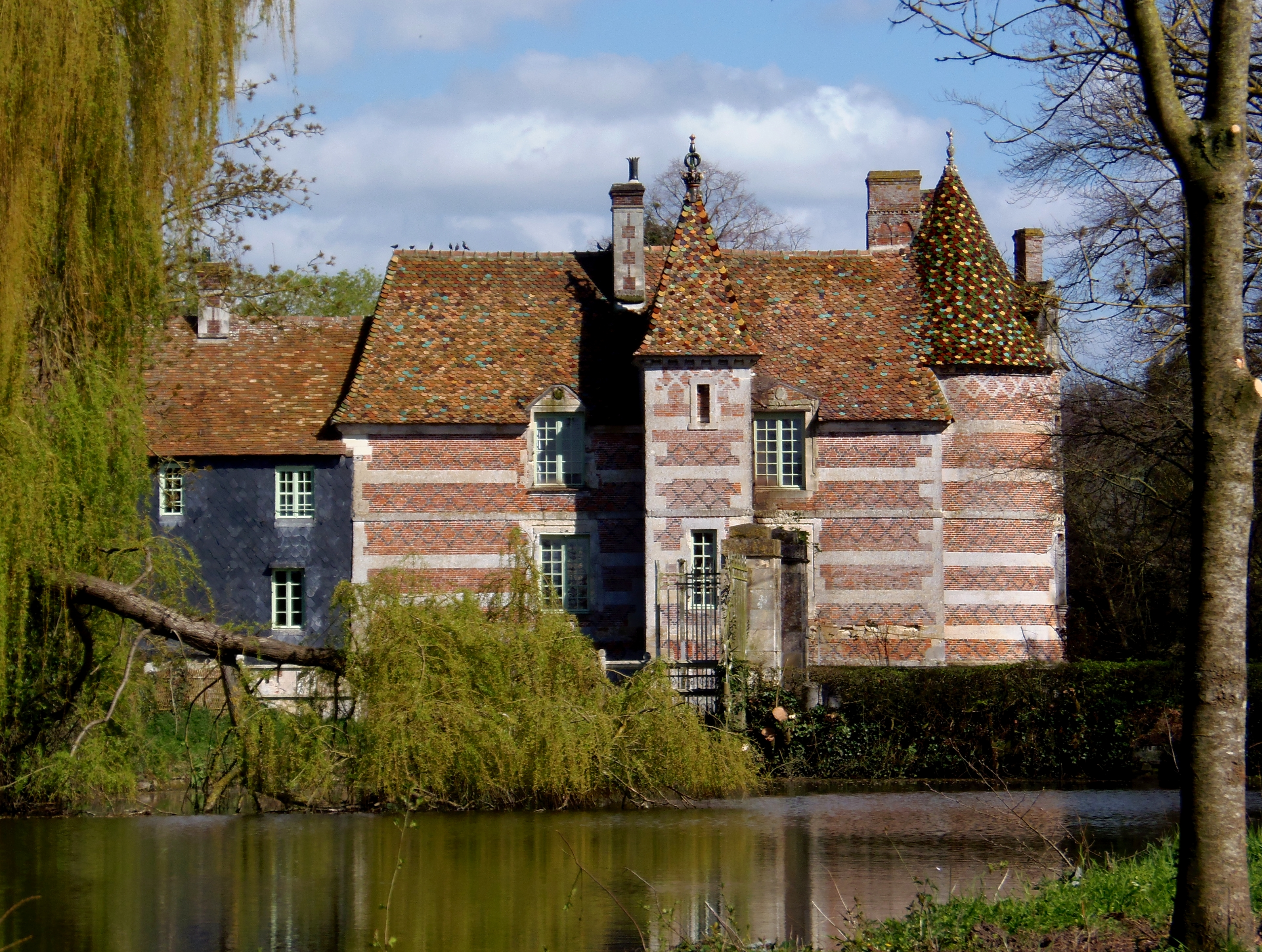
Schloss Victot
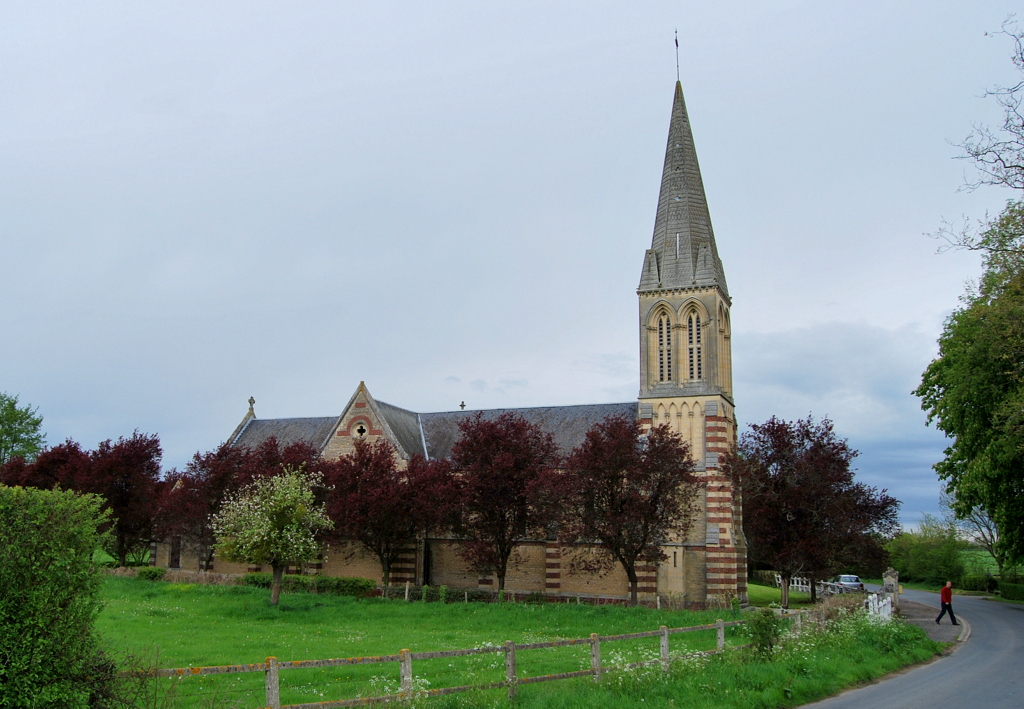
Pfarrkirche Saint-Denis
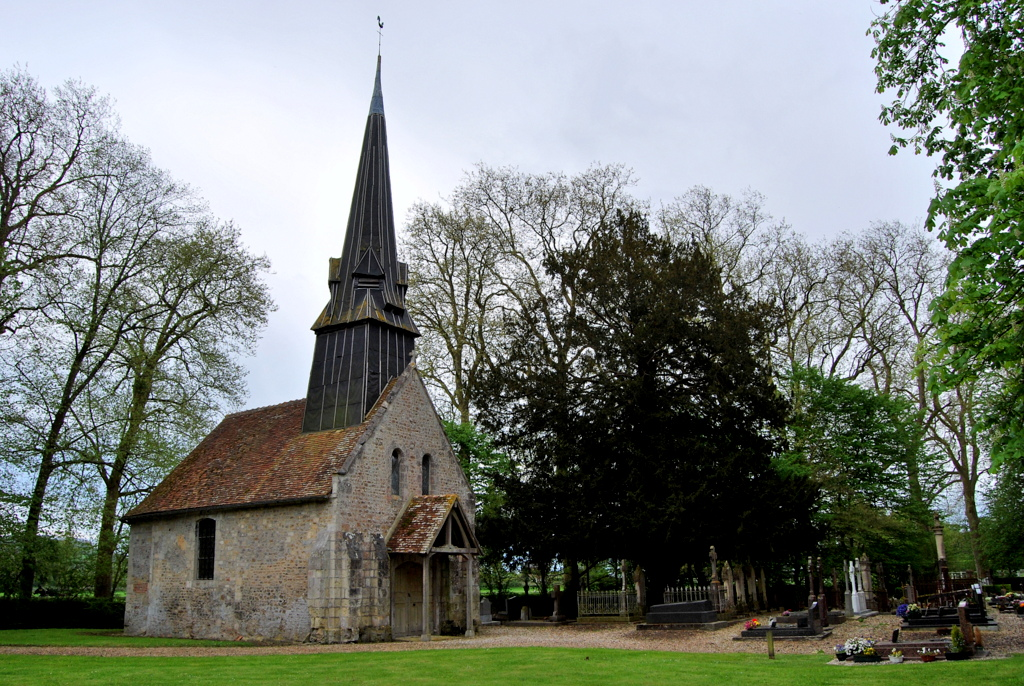
Kapelle Saint-Denis
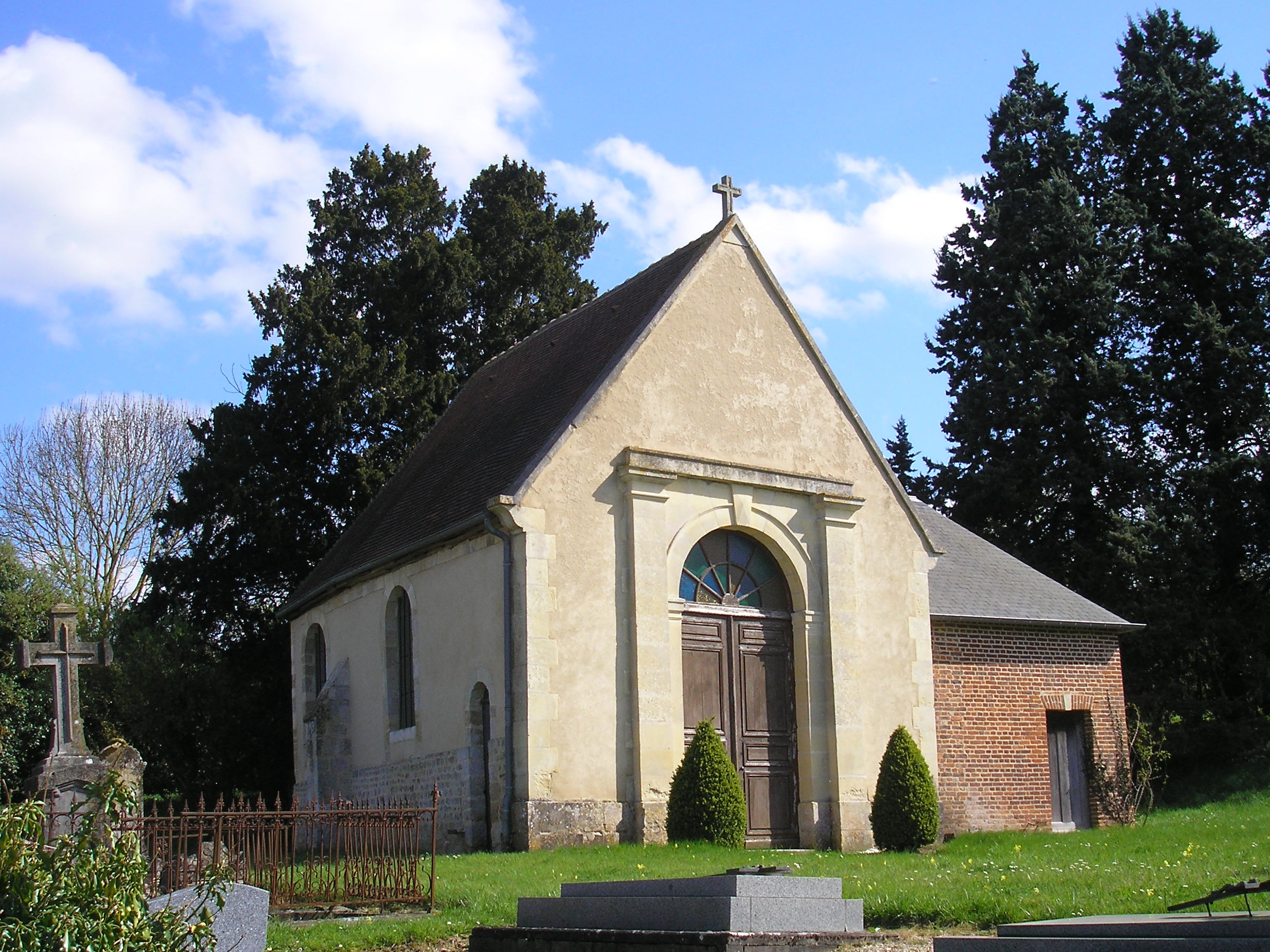
Kapelle Saint-Martin in Pontfol
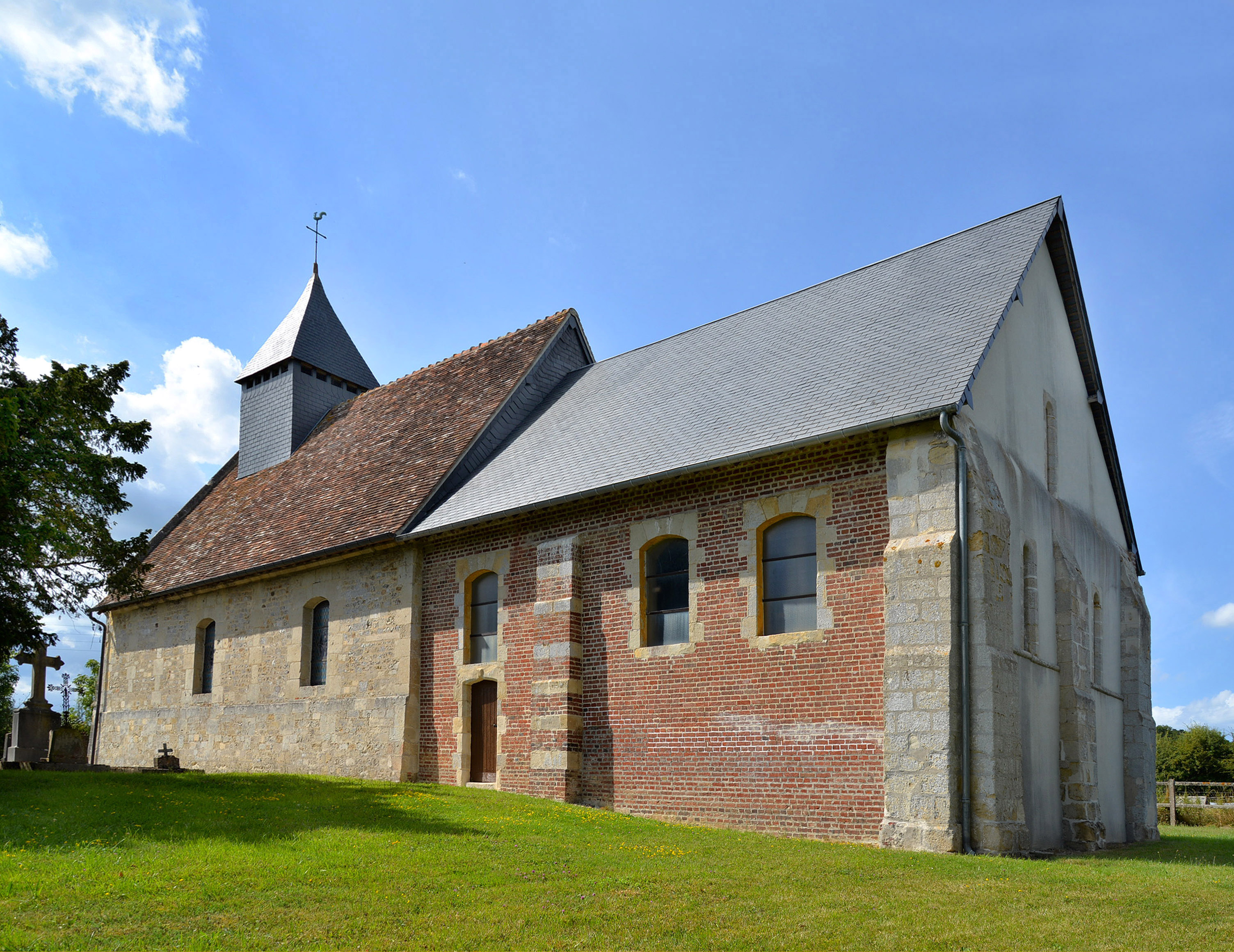
Kirche Saint-Martin in Gerrots

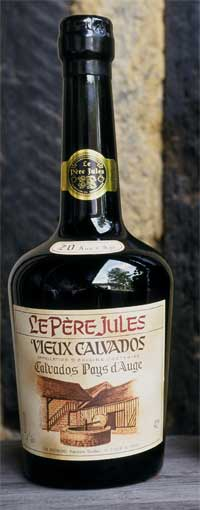
Calvados der Benennung Calvados Pays d’Auge

## Wirtschaft
Victot-en-Auge liegt in den Zonen AOC
- des Calvados, auch zusätzlich mit der Benennung Calvados Pays d’Auge,
- des Cidre Pays d’Auge, auch mit der Benennung Cambremer oder Pays d’Auge Cambremer,
- des Pommeau, eines Aperitifs oder Digestifs aus frisch gepresstem Apfelsaft mit Zugabe von jungem Calvados

und der Käsesorten
- Camembert de Normandie, einem Weißschimmelkäse aus Rohmilch,
- Livarot aus roher oder pasteurisierter Kuhmilch und
- Pont-l’Évêque, ebenfalls aus roher oder pasteurisierter Kuhmilch.[3]

## Verkehr
Victot-en-Auge liegt ferab von größeren Verkehrsachsen. Die wesentlichen Landstraßen sind die Departementsstraße D 16, die im Süden nach Notre-Dame-d’Estrées-Corbon und im Nordosten nach Rumesnil führt, sowie die D 49 nach Beuvron-en-Auge im Westen.